# Paola, Kalabrija
Paola (kalabrijsko Pàula) je italijanska občina s 15.408 prebivalci v pokrajini Cosenza v Kalabriji.
Znana je predvsem po tem, da je rojstni kraj svetega Frančiška Paolskega.

## Geografija
Paola meji vzdolž obale na severu na ozemlje Fuscaldo, na jugu na San Lucido in v notranjosti na Montalto Uffugo in San Fili. Od glavnega mesta pokrajine je oddaljena 35 km, od mednarodnega letališča Lamezia Terme pa 50 km. Mesto ima pomembno železniško postajo.
Seizmična klasifikacija: cona 2 (srednje visoka seizmičnost)

## Zgodovina

### Izvor imena Paola
Dokumentacija o izvoru imena današnjega mesta Paola je precej redka in se pojavi ob koncu 11. stoletja, ko se omenja tenimentum Paulae v posesti normanskega plemiča Roberta Bohona iz Fuscalda.
Od srede 16. stoletja so številni učenjaki poskušali ugotoviti izvor imena mesta.
Med njimi je bil prvi duhovnik Gabriele Barrio, ki je na podlagi dela zgodovinopisca Stefana iz Bizanca (ki se je opiral na Hekataja iz Mileta) poistovetil starodavno enotrijsko naselbino Patycos z mestom Paola glede na soglasje z modernim toponimom.
Z rimsko osvojitvijo Kalabrije je rimski konzul po imenu Lucij Aemilij Paulj ustanovil svojo rezidenco v kalabrijskem mestu. Zato bi lahko po njem izhajalo ime Paola.
V latinskem jeziku beseda Pabula pomeni pašnik. Nekateri pomembni dokumenti kažejo, da je bila Paola zaselek Fuscalda, ki ga je upravljal markiz Spinelli iz Fuscalda. Njegovo ozemlje, bogato z rastlinjem, je bilo namenjeno predvsem paši živali.
Med temi hipotezami je zgodovinarji najbolj priznana slednja, ki je za razliko od drugih dveh podprta z zgodovinskimi dokazi.

### Helenistično in rimsko obdobje
Med 4. in 3. stoletjem pr. n. št. je bilo ozemlje Paole najverjetneje del podeželskega okrožja bruttijskega oppiduma Clampetia, ki so ga nedavne študije opredelile kot zgodovinsko središče sedanje občine San Lucido. Tu so namreč ob rekonstrukciji tlaka cerkve, posvečene sv. Janezu Krstniku konec 1980-ih, odkrili ostanke helenistične naselbine, sestavljene iz številnih bivalnih prostorov s proizvodno funkcijo, vključno s številnimi utežmi za statve in ostanki peči za proizvodnjo keramičnih izdelkov iz istega obdobja. Na podlagi študij, opravljenih na območju San Lucida, je moralo tudi območje Paole biti posejano z majhnimi proizvodnimi kmetijami, povezanimi z gojenjem oljk in vinske trte, ki so jim bile naklonjene geomorfološke razmere. Šibke sledi te prisotnosti potrjujejo odkritja kosti in keramičnih fragmentov, najdenih med arheološkimi izkopavanji na dvorišču samostanskega kompleksa Badia Luta med restavratorskimi deli v poznih 1990-ih.
Kasneje je Clampetia skupaj z drugimi brettonskimi središči v regiji sodelovala v drugem rimsko-kartažanskem spopadu in je bila v zadnjih letih spopada končno osvojena. Zmaga Rima nad Kartažani je pomenila konec politične neodvisnosti domorodnih ljudstev Kalabrije in izginotje kmetij.
Rimski vpliv je kmalu sprožil impresiven proces kmetijskega prestrukturiranja kalabrijskega podeželja in nove kolonije so bile ustanovljene za nadzor na novo podjarmljenih ozemelj. Na rodovitnih obalnih terasah po vsej regiji so bile zgrajene številne vile, opremljene z bogatimi rezidencami s kopališči ali termami (pars urbana) za dominus in njegovo družino, bivališči za uslužbence in sužnje (pars rustica in ergastula), predelovalnimi obrati in velikimi skladišči za shranjevanje kmetijskih pridelkov (pars fructuaria in horreum).
Ena od teh velikih vil je bila odkrita v zgodnjih 1980-ih v contradi Cutura, na severnem obrobju mesta Paola. Delno še ohranjena in skoraj povsem neraziskana stavba zavzema vrh obalne terase nekaj deset metrov nad morjem. Strukture vile slonijo na impozantni zidani podkonstrukciji, ki je bila zgrajena za uravnavanje naravnega pobočja iste terase (basis villae), s pars urbana, obrnjenim proti morju, katerega zunanja stran je bila prepredena z nizom niš, namenjenih za namestitev cikla kipov, zaradi česar je bil kompleks še bolj veličasten. Pars urbana je vključevala tudi kopel (balneum) ali zasebno zdravilišče, sodeč po številnih suspenzurah, najdenih na najdišču.
Na notranji strani obalne terase, proti okoliškim hribovjem, je bil verjetno pars fructuaria vile z objekti za predelavo oljk in grozdja, kar dokazujejo številni odlomki vulkanskih kamnitih mlinskih kamnov in odlomek litične stiskalnice za drobljenje, ki so bili najdeni, pa tudi številne transportne amfore, izdelane na kraju samem in odkrite v manjših izkopavanjih, ki jih je leta 2002 izvedel Arheološki nadzornik Kalabrije.

### Bizantinska prevlada
Leta 395 se je s smrtjo cesarja Teodozija I. Rimsko cesarstvo razdelilo na dva dela, Zahodno rimsko cesarstvo in Vzhodno rimsko cesarstvo. Prvo je bilo zaupano Teodozijevemu najmlajšemu sinu Honoriju; slednji cesarjevemu najstarejšemu sinu Arkadiju. Bizantinsko cesarstvo je obsegalo dele srednje Italije, južne Italije in Male Azije, zato je tudi ozemlje Paole postalo bizantinska posest.
Justinijanovo vladavino je zaznamoval nenehen boj za prevlado nad italijanskim ozemljem najprej proti Ostrogotom in nato Langobardom. Do leta 536 so se bizantinske posesti zmanjšale na Ravenski eksarhat, Beneško republiko, vojvodstvo Neapelj, Sardinijo in Korziko, Sicilijo in vojvodino Kalabrijo. V naslednjih stoletjih so se Bizantinci soočili z arabskimi in saracenskimi vpadi, zaradi česar je Sicilija padla v arabske roke, vojvodino Kalabrijo pa so nenehno pestili islamisti. V tem obdobju je Kalabrija postala najljubši kotiček rastočega bazilijskega meništva. Menihi so se po arabskem osvajanju Sicilije znašli v nenehni nevarnosti, zato so jo zapustili in se naselili v Kalabriji, predvsem ob obali Tirenskega morja.
Na ozemlju Paole so menihi sv. Bazilija, zlasti bazilijskega reda svetega Jozafata, ustanovili dva samostana, enega v kraju Badia, posvečenega sveti Mariji iz doline Josafata in Fosse, drugega na severni strani ozemlja, posvečenega svetemu nadangelu Mihaelu. Iz arhitekturne, zgodovinske in obredne analize lahko razberemo, da imamo opravka s tipom samostana Laura. Ta verska središča so imela funkcijo nadzora nad prebivalstvom v sodelovanju z lokalnim fevdalnim gospodom, verska oblast in konstituirana oblast sta sodelovali, da bi pridobili spoštovanje in vdanost, ki so ju zahtevali od državljanov za razvoj takratne družbe. Leta 1110 je žena fevdalnega gospoda Fuscalda, Roberta de Bubuma, dala pisno donacijo menihom samostana Santa Maria delle Fosse. Zahvaljujoč tej donaciji so menihi dobili posest, kjer bodo pozneje zgradili samostan, stari vodni mlin, živino in kmete za obdelovanje zemlje. S to donacijo je Sica (vdova Roberta iz Bubuma) skušala spodbuditi delo menihov do prebivalstva in pridobiti tudi njihovo pokorščino.

### Normanska prevlada
Okoli leta 1000 našega štetja so Normani, ljudstvo bojevnikov iz Skandinavije, prispeli v Italijo na mogočnem drakarju.
Vodila sta jih William Hauteville, znan kot Železna roka, in njegov brat Drogone. Ta voditelja sta v kratkem času prevzela bizantinsko oblast nad južno Italijo, začenši s Sicilijo. Leta 1050 je Robert iz Hautevilla, znan kot Guiscard, prispel v Kalabrijo, leta 1057 se mu je pridružil njegov brat Rogerij. Začela sta oblegati glavna mesta Kalabrije, pri čemer sta najprej naletela na nasprotovanje papeža. V bitki pri Civitateju je vojska prostovoljcev pod vodstvom Leona IX. doživela popoln poraz, samega papeža pa so ujeli Normani. S prihodom Skandinavcev so se vse pravoslavne škofije spremenile v katoliške, zato se je papež Nikolaj II. odločil skleniti zavezništvo z novimi gospodarji juga in leta 1059 v Melfiju slovesno podelil Robertu Guiscardu naziv vojvoda Apulije, Kalabrije in Sicilije. Mesto Paola dolguje gradnjo gradu Paola Normanom okoli leta 1110 našega štetja. Ta trdnjava je bila zgrajena z malto in peščenjakom na strateškem položaju s pogledom na mesto in je bila namenjena za obrambo menihov in prebivalcev pred vojaki, ki so šli skozi ozemlje Paola.

### Švabsko-Angevinsko prevlado
V času vladavine Friderika II. je Kalabrija dosegla enega svojih trenutkov največjega razcveta. Vladar je imel rezidenco v Melfiju v Bazilikati. Zgradil je grad in stolnico v Cosenzi ter trdnjavo Rocca Imperiale ob Jonskem morju. Kalabrijci so vedno ostali zvesti Švabom, tudi po smrti Koradina Švabskega, ki je bil ubit po ukazu Karla I. Anžujskega, ki je prevzel oblast v Neaplju. Tudi Paola je imela koristi od tega uspešnega obdobja. Mesto je postopoma začelo rasti, dokler ni Kalabrija prešla izpod švabske pod anžujsko oblast in postala fevd in je bila zaupana družini Ruffo. Leta 1418 se je Polissena Ruffo poročila z milanskim vojvodo Francescom Sforzo in kot doto prinesla ozemlje Paolano. Polissena je umrla zaradi zastrupitve enega od njenih stricev leta 1420, ne da bi dala dediče milanskemu vojvodi, Paola in druge vasi, ki jih je prinesla kot doto, pa so se vrnile družini. Fevd Paole je ponovno prinesla kot doto Covella, mlajša sestra Polissene, ko se je poročila z Giovannijem Antoniom Marzanom. Iz njune zveze se je rodil Marino Marzano, ki so mu odvzeli fevd zaradi zarote proti neapeljskemu kralju Ferdinandu I. Neapeljskem.

### Aragonska in francoska prevlada
S prihodom Aragoncev je Paola dosegla status mesta in jo je za takšno razglasil Ferdinand II. Aragonski. Med izkrcanjem, ki se je zgodilo leta 1283, so se prebivalci okrožja Fosse, da bi se izognili vpletenosti v spopade, zasidrali na območjih, ki obdajajo grad Paola, in porušili ravnotežje, ki se je vrtelo okoli starodavne opatije njihovega okrožja. Samostan je torej kljub prizadevanju zadnjih prebivalcev in menihov neizogibno propadal.
2. julija 1555 so mesto oblegali Turki, ki jim je poveljeval Dragut Rais, mesto so oplenili in požgali, napadli samostan minimalcev, ki ga je ustanovil sveti Frančišek in ga oplenili. Po okrevanju je mesto živelo naprej kot ostala mesta v Kalabriji, vendar je postajalo vedno večje in tudi pomembnejše.
18. oktobra 1806 so Paolo zasedli Francozi. Požgali in oropali so svetišče svetega Frančiška, ki je ostalo zapuščeno. Po zakonu, ki ga je leta 1809 izdal Joachim Murat, se je začelo zatiranje vseh verskih redov v Neapeljskem kraljestvu, vključno s protocenobijem Minimov iz Paole. Kljub pomembnosti so bili vsi samostani spremenjeni v druge namene, pogosto vojaške, cerkve so prešle v last škofijske duhovščine in vsa duhovniška lastnina je bila zaplenjena.

### Kraljevina Dveh Sicilij in Kraljevina Italija
Po Dunajskem kongresu (1815) je Ferdinand IV. Neapeljski ponovno prišel na neapeljski prestol. Naslednje leto sta se kraljevini Neapelj in Sicilija združili v novo Kraljevino dveh Sicilij. Leta 1844 sta kralj Ferdinand II. in njegova žena Marija Terezija Habsburška obiskala Paolo kot zaobljubo. Kralj se je pozneje vrnil 29. oktobra 1852 v spremstvu prestolonaslednika Francesca.
Med Risorgimentom je Paola sodelovala v Garibaldijevem gibanju. Junak dveh svetov pa ni šel skozi mesto, za razliko od svojega Garibaldinija. Pomagala jim je celo občina, ko so se čete, ki sta jim poveljevala Nino Bixio in Giacomo Medici, vkrcale, da bi se pridružile Garibaldiju v Neaplju. Pred izgradnjo železnice Paola-Cosenza leta 1910 je bilo pristanišče Paola zelo prometno, parniki iz Neaplja in Messine so bili natovorjeni z blagom in popotniki, trgovina pa je cvetela. Tam se je rodil zadnji sekretar fašistične stranke Carlo Scorza.

## Glavne znamenitosti
Mesto je ena od destinacij za verski turizem v Kalabriji.
Med glavnimi zanimivostmi so svetišče sv. Frančiška Paolskega, Badia, tako imenovana cerkev Sotterra (v istoimenskem kraju – prej Gaudimare – s poslikavami, od katerih najstarejše segajo v zgodnji srednji vek), rimske ruševine, palača Scorza in grad Paola.
Rojstvo svetega Frančiška Paolskega praznujejo 27. marca, njegovo smrt pa 2. aprila (kanonični praznik svetnika). Slovesna praznovanja v čast svetemu Frančišku potekajo od 1. do 4. maja, z več procesijami svetnikovega »prsnega kipa« in plašča na kopnem in na morju. Izročilo pravi, da čolnar ni hotel prepeljati svetega Frančiška s kalabrijske obale v Messino in da je svetnik prečkal ožino s svojim plaščem. Sveti Frančišek je razglašen za zavetnika Kalabrije, pa tudi za zavetnika pomorščakov. 4. maja 2008 so se končala praznovanja pete stoletnice Frančiškove smrti.
Kar zadeva elemente zgodovinske, verske in kulturne vrednosti, je treba spomniti, da je bilo 16. stoletje nedvomno zlato obdobje za Paolo, predvsem po zaslugi svetega Frančiška Paolskega, čigar verniki so prihajali iz vse Kalabrije. Zaradi tega je prišlo do izjemne urbane rasti za tiste čase. Ko se je mesto širilo, so bile njegove zgradbe, ulice in fontane olepšane. V malo manj kot stoletju je prišlo do vročične gradbene in umetniške dejavnosti.

### Svetišče svetega Frančiška
Svetišče sv. Frančiška Paolskega stoji v zgornjem delu mesta, v dolini, ki jo obroblja potok Isca in je bogata z rastlinjem. Je romarski cilj iz vse južne Italije, predvsem iz Kalabrije, katere zavetnik je sveti Frančišek. V njej je shranjen del svetnikovih posmrtnih ostankov (ostali so v Toursu v Franciji).
Pred svetiščem je velik trg, ob robu katerega stoji glavna fasada templja. Desno od glavnega vhoda je obok, ki vodi do stranskega dela svetišča, kjer stoji velika moderna bazilika (odprta leta 2000) in vodnjak Cucchiarella, iz katerega pijejo romarji. Ob tem je še neeksplodirana bomba, ki je med anglo-ameriškim bombardiranjem avgusta 1943 padla v potok ob svetišču, ki pa svetišča ni poškodovala. V nadaljevanju se pride do Hudičevega mostu in poti, na koncu katere je kraj, ki je bil svetnikovo zatočišče v mladosti.
Vstop v svetišče skozi glavni vhod vodi v dva začetna polodprta prostora. Na prvi je več plošč iz 16. in 20. stoletja, ki spominjajo na razne obletnice in dogodke v svetišču, druga pa je pravi pronaos stare bazilike: desno je portal bazilike, levo je pogled na potok in sosednji samostan, naprej pa je vhod v križni hodnik in samoto svetnika ter celico bl. Miklavža.
Starodavna romanska bazilika iz 16. stoletja je sestavljena iz velike, precej prazne glavne dvorane in ene stranske ladje na desni, vzdolž katere so štiri majhne kapele, vrhunec pa je razkošna baročna kapela, v kateri je nekaj relikvij svetega Frančiška, ki so preživele v Paoli, vključno z nekaterimi njegovimi oblačili in fragmenti kosti.
V križnem hodniku svetišča, ki je navzven zaprt z vitraji, je rožni vrt svetnika, ki je zdaj velik vrt in ima po notranjih stenah freske, ki prikazujejo glavne epizode iz življenja svetnika, od katerih so mnoge povezane z legendami. Zraven je puščavnica svetega Frančiška, niz ozkih podzemnih prostorov, ki so predstavljali prvo jedro cenobija za svetnika in njegove sobrate. Zvonik templja se dviga med križnim hodnikom in starodavno baziliko.